# Piobesi Torinese
Piobesi Torinese é uma comuna italiana da região do Piemonte, província de Turim, com cerca de 3.232 habitantes. Estende-se por uma área de 19 km², tendo uma densidade populacional de 170 hab/km². Faz fronteira com Candiolo, None, Vinovo, Castagnole Piemonte, Carignano.

## Demografia
| Variação demográfica do município entre 1861 e 2011                               |
|                                                                                   |
| Fonte: Istituto Nazionale di Statistica (ISTAT) - Elaboração gráfica da Wikipedia |